# Saint-Beauzeil
Saint-Beauzeil é uma comuna francesa na região administrativa de Occitânia, no departamento de Tarn-et-Garonne. Estende-se por uma área de 9,84 km². Em 2010 a comuna tinha 100 habitantes (densidade: 10,2 hab./km²).